# Userkaf
Userkaf a fost un faraon al Regatului Vechi al Egiptului.

| A V-a Dinastie Egipteană             |         |                 |
| Predecesor Shepseskaf sau Djedefptah | Userkaf | Succesor Sahure |